# 告知事項アリ
『告知事項アリ』（こくちじこうあり　英題：Love Foolery Case for a DISMEMBERED BODY）は、山内大輔監督の日本映画で、2024年8月2日に公開された。事故物件をテーマしたエロティカホラー映画。成人映画タイトルは『異常性欲の夜 うごめく肉唇』（いじょうせいよくのよる うごめくにくしん）。

## 概要
映画ライターの切通理作は「『ベッドルーム』と『ホラールーム』を重ねることでピンクと怪談を有機的に接合」した作品であると解説した。
2024年11月開始の『OP PICTURES＋フェス2024』では『告知事項アリ』と改題し、スプラッター、ホラー色を強めて再編集された。12月4日には舞台挨拶が行われた。舞台あいさつではR18版とR15編集版ではラストの展開が異なっていることも明かされた。

## あらすじ
とあるアパートの一室は、過去にバラバラ殺人事件が2度起きたいわくつきの物件として知られており、不動産業者でさえ近づかなかった。それをいいことに不動産会社主任の奥村はホテル代節約も兼ねてこの部屋を不倫部屋として利用しており、部下の山川紫乃などを引き入れ、愛欲をぶつけていた。
やがて、奥村の妻のエツコは夫の不倫に気づき始める。また、不動産会社に勤務するヤスヒトは事故物件マニアでもあり、不法侵入者対策として件の部屋に隠しカメラを仕込んでいた。

## 登場人物
山川紫乃
演 - 八木奈々
不動産会社営業職。年老いた母親との二人暮らし。
奥村雅樹
演 - 安藤ヒロキオ
不動産会社主任。
工藤真波
演 - 西野絵美
心霊YouTuber。心霊マニアとして事故物件を物色。不動産会社に就職。
奥村悦子
演 - 木下凛々子
奥村の妻。
R15版では出演部分が大幅にカットされている。
社長
演 - 森羅万象

安本ヤスヒト　
演 - モリマサ
不動産会社社員。
修斗
演 - 松本卓也
YouTuber女の相棒。通称・シュウ。
シズエ
演 - 満利江
紫乃の母。
直子
演 - 豊岡んみ

睦子
演 - 北尾美祐
R15版のみクレジット
ユリエ
演 - 上のしおり
R15版のみクレジット
白いワンピースの女
演 - 加藤絵莉
R15版のみクレジット
学生服の男
演 - 村上ロック
R15版のみクレジット

## スタッフ
- 監督・脚本・編集：山内大輔
- 撮影監督：中尾正人
- 録音：植田中、北野愛有
- 音楽：project T&K、ハシマミ、魔王魂
- 録音・整音：AKASAKA音効
- 特殊メイク&造形：土肥良成
- ラインプロデューサー・助監督：江尻大
- 助監督：可児正光
- 助監督：山本時禎
- 演出部応援：赤羽一真
- 演出助手：榮穣、高橋大輝
- 撮影応援：郷田或
- 特殊メイク・造形助手：変化師オリ、Colarossi Mara
- ポスター・スチール：須藤未悠
- 撮影協力：ホテル豊（茨城県那珂市）、秋山敬子、秋山理香
- エキストラ協力：井戸翔楽、村田匡弥、加藤絵莉
- 仕上げ：東映ラボ・テック
- 製作：VOID FILMS
- 提供・配給：オーピー映画